# 曼森 (印第安納州)
曼森（英語：Manson）是位於美國印第安納州克林頓縣的一個非建制地區。該地的面積和人口皆未知。

## 地理
曼森的座標為40°14′25″N 86°35′25″W / 40.24028°N 86.59028°W，而該地的平均海拔高度為262米（即860英尺）。